# Астраханский карабинерный полк
Астраханский карабинерный полк (до 1756 года — драгунский, до 1763 года — конно-гренадерский) — кавалерийская воинская часть Русской армии, сформированная в 1701 году и упразднённая в 1775 году.

## История
В июле 1701 года в Москве из рейтар и копейщиков подмосковных, замосковных, заоцких и низовых городов сформирован 10-ротный Драгунский полковника князя Львова полк.
Весной 1702 года назван Драгунским полковника Игнатьева полком.
В июле 1705 года наименован Драгунским подполковника Ифлонта полком.
В 1705 году для полка утверждён штат из 10 драгунских и 1 гренадерской роты.
Осенью 1705 года назван Драгунским полковника Магнуса Нетлегорста полком.
В октябре 1706 года переименован в Астраханский драгунский полк.
23 января 1709 года гренадерская рота выделена на сформирование Драгунского-гренадерского полковника фон-дер-Роппа полка.
В 1711 году утверждён штат полка в составе 10 драгунских рот.
10 мая 1725 года из Драгунского полковника фон-дер-Роппа полка возвращена гренадерская рота, взамен выделена 5-я драгунская рота.
16 февраля 1727 года полк переименован во 2-й Белгородский драгунский полк, но 13 ноября того же года переименован обратно в Астраханский драгунский полк.
28 октября 1731 года гренадерская рота расформирована, с распределением чинов по драгунским ротам. 
30 марта 1756 года 10 рот переформированы в 5 эскадронов, полк переименован в Астраханский конно-гренадерский полк.
19 февраля 1762 года приказано переформировать в кирасирский и переименовать в Астраханский кирасирский полк.
25 апреля 1762 года наименован Кирасирским генерал-майора Нарышкина полком.
5 июля 1762 года приказ о переформировании в кирасирский отменён и полк назван по прежнему Астраханским конно-гренадерским полком. 
14 января 1763 года повелено полк переформировать в 5-эскадронный карабинерный и именовать Астраханским карабинерным полком.
24 октября 1775 года приказано все эскадроны полка присоединить к Нижегородскому карабинерному полку, который после этого переименован в Нижегородский драгунский полк.

## Боевые действия
Полк боевое крещение получил в Северной войне.
4 сентября 1701 года полк участвовал в нападении на кантонир-квартиры шведов у мызы Рауге, 29 декабря 1701 года принимал участие в сражении при Эрестфере.
18 июля 1702 года участвовал в сражении при Гуммельсгофе, в августе 1702 года — в походе к Вольмару, и с 20 августа — на осаде Мариенбурга.
14 июля 1703 года часть полка, в составе сводного полка князя Г. Волконского, участвовала в деле на р. Нарове и сожжении шведского корабля.
В августе — сентябре 1703 года в составе корпуса Б. П. Шереметева — в боевом походе по Эстляндии и северной Лифляндии.
В июне — июле 1704 года задействован в осаде Дерпта и его штурме 14 июля 1704 года, после чего переведён под Нарву.
3 июля 1708 года участвовал в сражении при Головчине, а 20 июля — в сражении при с. Добром.
В 1711 году участвовал в Прутском походе.
В 1722—1723 годах принимал участие в Персидском походе.
В ходе войны со шведами в августе 1742 года находился при взятии Гельсингфорса.
После начала русско-турецкой войны в 1769 году полк назначен в состав 2-й армии Румянцева.
12 мая 1770 года прибыл к Хотину, 7 июля участвовал в битве при Ларге, а 21 июля — в Кагульском сражении, 5 августа прибыл к Ренни, 14 ноября находился при занятии Бухареста.
11 июня 1771 года принял участие в сражении при монастыре Вокарешти, 20 октября — в сражении у Бухареста.
9 мая 1773 года отбил атаку переправившихся через Дунай турок у д. Ольтеница, 10 мая участвовал в штурме Туртукая, 17 июля принял участие в рейде Суворова к Туртукаю и последовавшем сражении.
В 1774 году состоял в корпусе графа Салтыкова в Верхней Валахии, 16 июня участвовал в сражении под Рущуком.

## Командиры полка
- 1701—1702 — полковник князь Львов, Иван Иванович
- 1702—1705 — полковник Игнатьев, Иван Артемьевич
- 1705—1705 — подполковник Ифлянт, Александр Юсторович
- 1705—хххх — полковник Нетлегорст, Магнус
- 13.12.1770 — 1775 — полковник князь Мещерский, Алексей Степанович